# 谢尔盖·尼古拉耶维奇·库兹涅佐夫 (1953年)
谢尔盖·尼古拉耶维奇·库兹涅佐夫（俄语：Сергей Николаевич Кузнецов，1953年2月21日—2021年1月16日），俄罗斯外交官。

## 生平
1976年毕业于莫斯科國立國際關係學院。1985年进入苏联外交部工作。1993年毕业于俄罗斯联邦外交部外交学院。2003年至2004年，担任俄罗斯驻阿拉伯联合酋长国大使馆公使衔参赞。2004年至2007年，担任俄罗斯联邦外交部中东和北非司某处处长。2007年至2015年，任俄罗斯驻沙特阿拉伯吉达领事馆总领事。2015年11月，任俄罗斯驻吉布提和索马里大使。2019年4月，任俄罗斯驻阿拉伯联合酋长国大使。2021年1月16日在莫斯科逝世。